# Cascada del Caracol
La cascada del Caracol (en portugués: Cascata do Caracol) es una cascada localizada en el Parque Estatal del Caracol, en el municipio de Canela, en el Estado de Río Grande del Sur, Brasil.
Con bosques cerrados en sus alrededores, está formada por el río del mismo nombre y se desploma en caída libre desde 131 metros por las basálticas de la formación de la Serra Geral.
Se construyó una escalera, con un total de 927 pasos, para llegar a la base de la cascada, mas la escalera es en mal estado e el acceso ya por algún tiempo prohibido. El lugar atrae a muchos turistas, durante todo el año. Siguiendo los senderos marcados en el parque, se puede visitar la parte superior e inferior de la montaña, y disfrutar de esta belleza natural.

## Imágenes

Cascada del Caracol
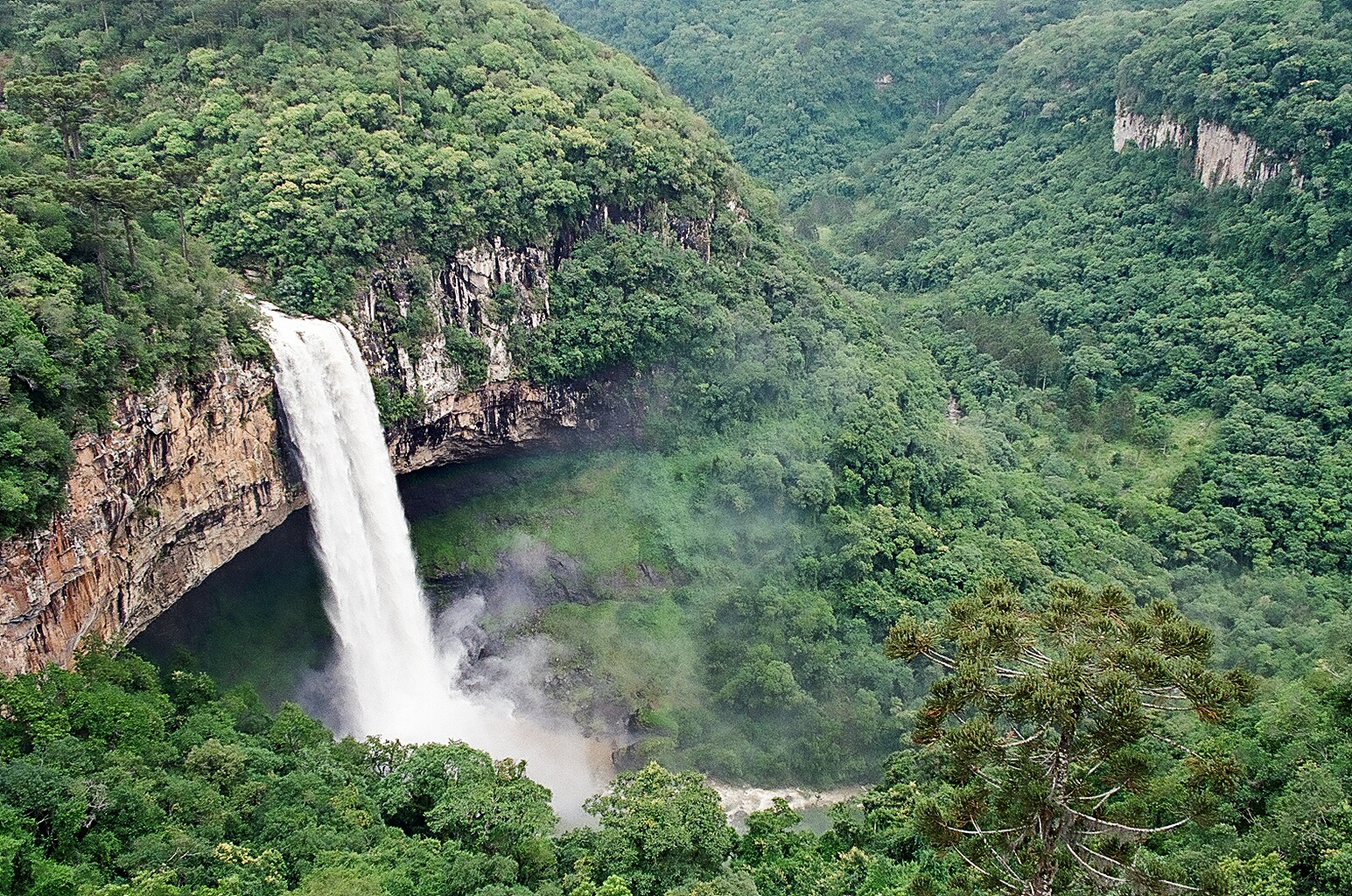
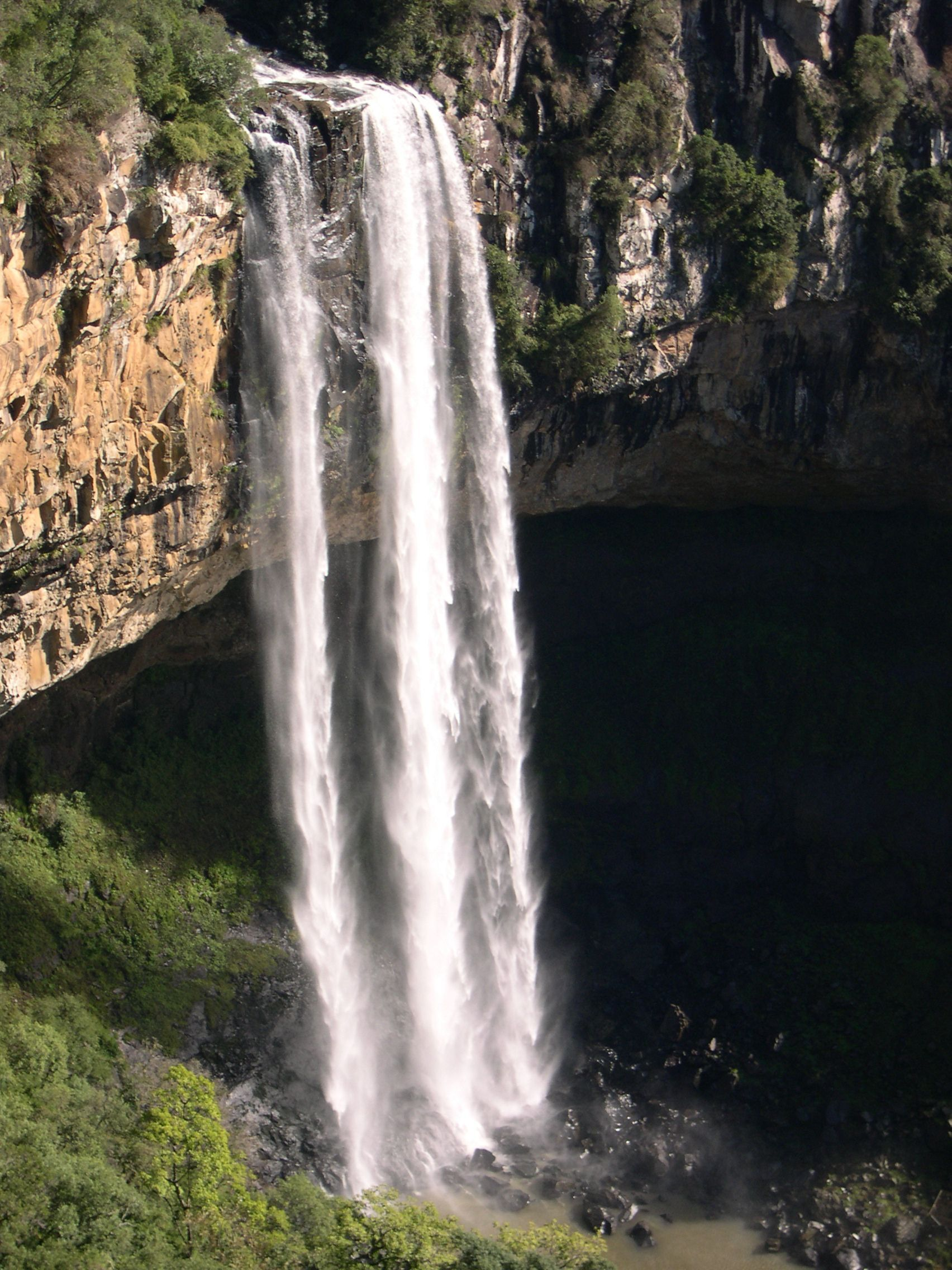
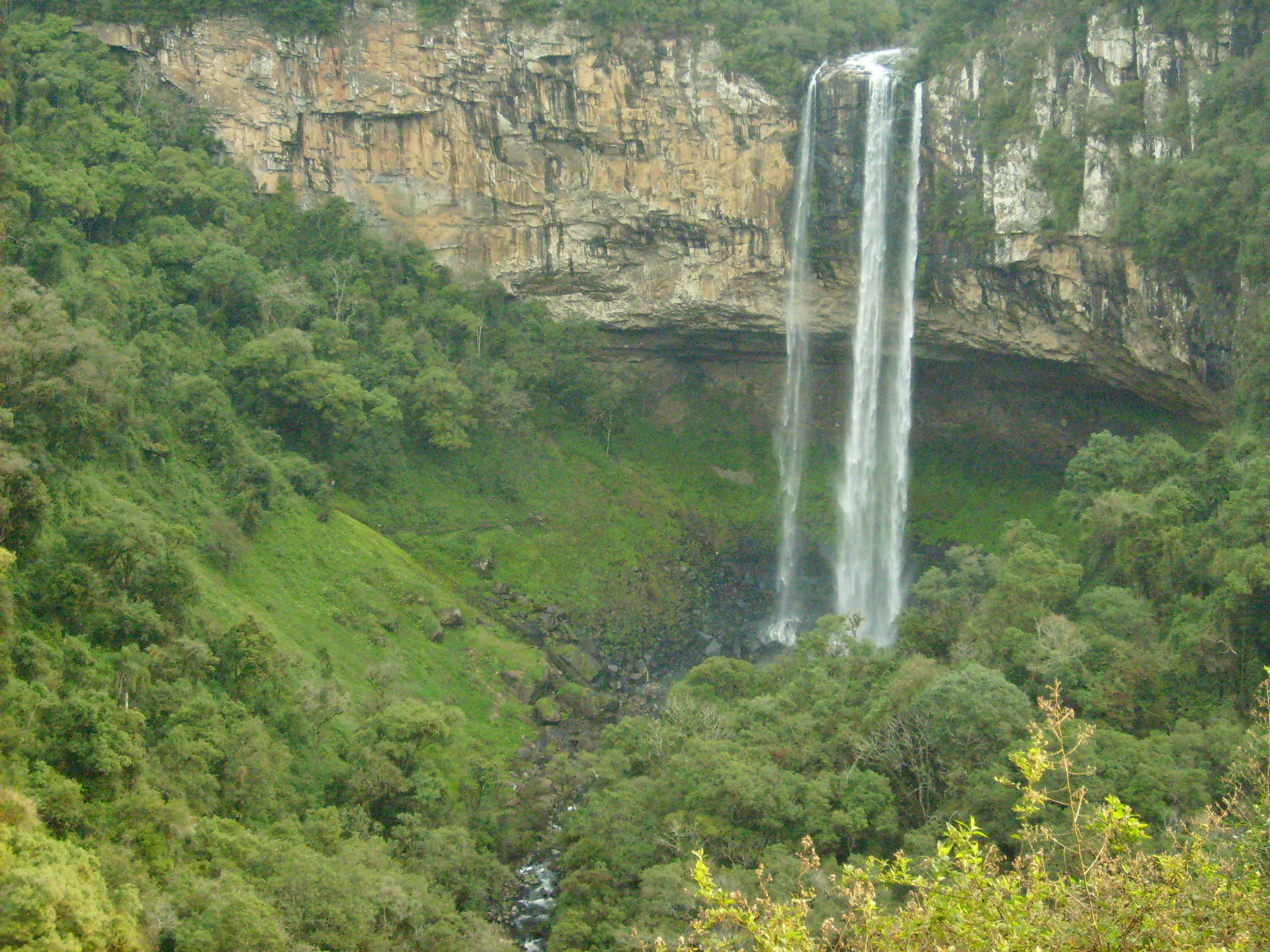